# Suilly-la-Tour
Suilly-la-Tour és un municipi francès, situat al departament del Nièvre i a la regió de Borgonya - Franc Comtat. L'any 2007 tenia 557 habitants.

## Demografia

### Població
El 2007 la població de fet de Suilly-la-Tour era de 557 persones. Hi havia 280 famílies, de les quals 116 eren unipersonals (48 homes vivint sols i 68 dones vivint soles), 96 parelles sense fills, 60 parelles amb fills i 8 famílies monoparentals amb fills.
La població ha evolucionat segons el següent gràfic:
Habitants censats

### Habitatges
El 2007 hi havia 455 habitatges, 277 eren l'habitatge principal de la família, 120 eren segones residències i 58 estaven desocupats. 445 eren cases i 9 eren apartaments. Dels 277 habitatges principals, 221 estaven ocupats pels seus propietaris, 41 estaven llogats i ocupats pels llogaters i 15 estaven cedits a títol gratuït; 3 tenien una cambra, 19 en tenien dues, 61 en tenien tres, 65 en tenien quatre i 130 en tenien cinc o més. 211 habitatges disposaven pel capbaix d'una plaça de pàrquing. A 134 habitatges hi havia un automòbil i a 99 n'hi havia dos o més.

### Piràmide de població
La piràmide de població per edats i sexe el 2009 era:
| Homes | Edats   | Dones |
| ----- | ------- | ----- |
| 0     | 95 o +  | 0     |
| 0     | 90 a 94 | 4     |
| 4     | 85 a 89 | 20    |
| 8     | 80 a 84 | 12    |
| 4     | 75 a 79 | 24    |
| 20    | 70 a 74 | 32    |
| 16    | 65 a 69 | 28    |
| 20    | 60 a 64 | 20    |
| 16    | 55 a 59 | 12    |
| 28    | 50 a 54 | 8     |
| 24    | 45 a 49 | 20    |
| 24    | 40 a 44 | 20    |
| 20    | 35 a 39 | 28    |
| 8     | 30 a 34 | 16    |
| 8     | 25 a 29 | 4     |
| 0     | 20 a 24 | 12    |
| 28    | 15 a 19 | 12    |
| 24    | 10 a 14 | 24    |
| 12    | 5 a 9   | 12    |
| 4     | 0 a 4   | 0     |

## Economia
El 2007 la població en edat de treballar era de 336 persones, 233 eren actives i 103 eren inactives. De les 233 persones actives 209 estaven ocupades (120 homes i 89 dones) i 24 estaven aturades (12 homes i 12 dones). De les 103 persones inactives 51 estaven jubilades, 22 estaven estudiant i 30 estaven classificades com a «altres inactius».

### Ingressos
El 2009 a Suilly-la-Tour hi havia 276 unitats fiscals que integraven 591 persones, la mediana anual d'ingressos fiscals per persona era de 17.169 €.

### Activitats econòmiques
Dels 22 establiments que hi havia el 2007, 1 era d'una empresa extractiva, 3 d'empreses de fabricació d'altres productes industrials, 2 d'empreses de construcció, 4 d'empreses de comerç i reparació d'automòbils, 3 d'empreses d'hostatgeria i restauració, 1 d'una empresa d'informació i comunicació, 2 d'empreses financeres, 2 d'empreses immobiliàries, 2 d'empreses de serveis, 1 d'una entitat de l'administració pública i 1 d'una empresa classificada com a «altres activitats de serveis».
Dels 6 establiments de servei als particulars que hi havia el 2009, 2 eren tallers de reparació d'automòbils i de material agrícola, 1 guixaire pintor, 1 lampisteria i 2 restaurants.
Dels 2 establiments comercials que hi havia el 2009, 1 era una botiga de menys de 120 m² i 1 una botiga de mobles.
L'any 2000 a Suilly-la-Tour hi havia 21 explotacions agrícoles.

## Equipaments sanitaris i escolars
El 2009 hi havia una escola elemental integrada dins d'un grup escolar amb les comunes properes formant una escola dispersa.

## Poblacions més properes
El següent diagrama mostra les poblacions més properes.